# Нове-Място-Любавске
Нове-Място-Любавске (пол. Nowe Miasto Lubawskie, нем. Neumark in Westpreußen) — город в Польше, входит в Варминьско-Мазурское воеводство, Новомястский повят. Имеет статус городской гмины. Занимает площадь 11,37 км². Население — 10 997 человек (на 2018 год).

## Памятники
В реестр охраняемых памятников Варминьско-Мазурского воеводства занесены:
- Городская планировка, с остатками оборонительных стен, костёлом и домами
- Костёл св. Фомы начала XIV в.
- Лютеранская церковь 1911—12, 1958 г.
- Приходское кладбище середины XIX в.
- Погребальная часовня XIX/XX в.
- Часовня св. Иосифа 1920 г.
- Ограда, стена с главными воротами XIX/XX в.
- Фрагменты городских оборонительных стен ок. 1335 — XV в.
- Бродницкие ворота XIV в.
- Любавские ворота XIV в.
- исторический дом на улице Бочна, 3
- здание Городской мэрии начало XIX в.
- Почта 1909 г.
- Зернохранилище 1880 г.
- Дом ок. 1335 г. — XV в., начало XIX, конец XIX в. по ул. Дашинского, 7
- Дом ок. 1335 г. — XV в., начало XIX, конец XIX в. по ул. Норвида, 3
- Доходный дом ок. 1335 г. — XV в., начало XIX, конец XIX в. по ул.19 Января, 5

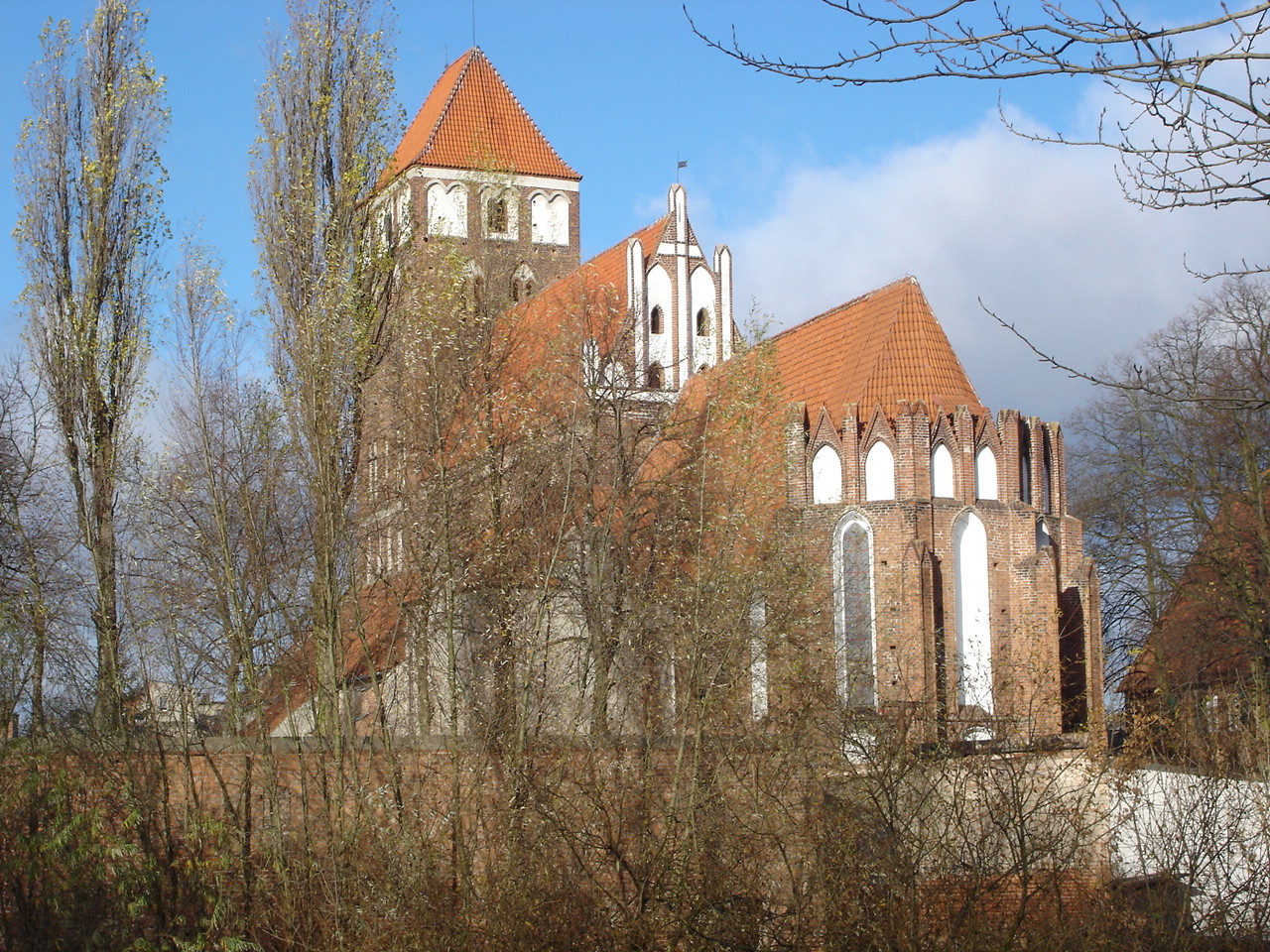
Костёл св.Фомы
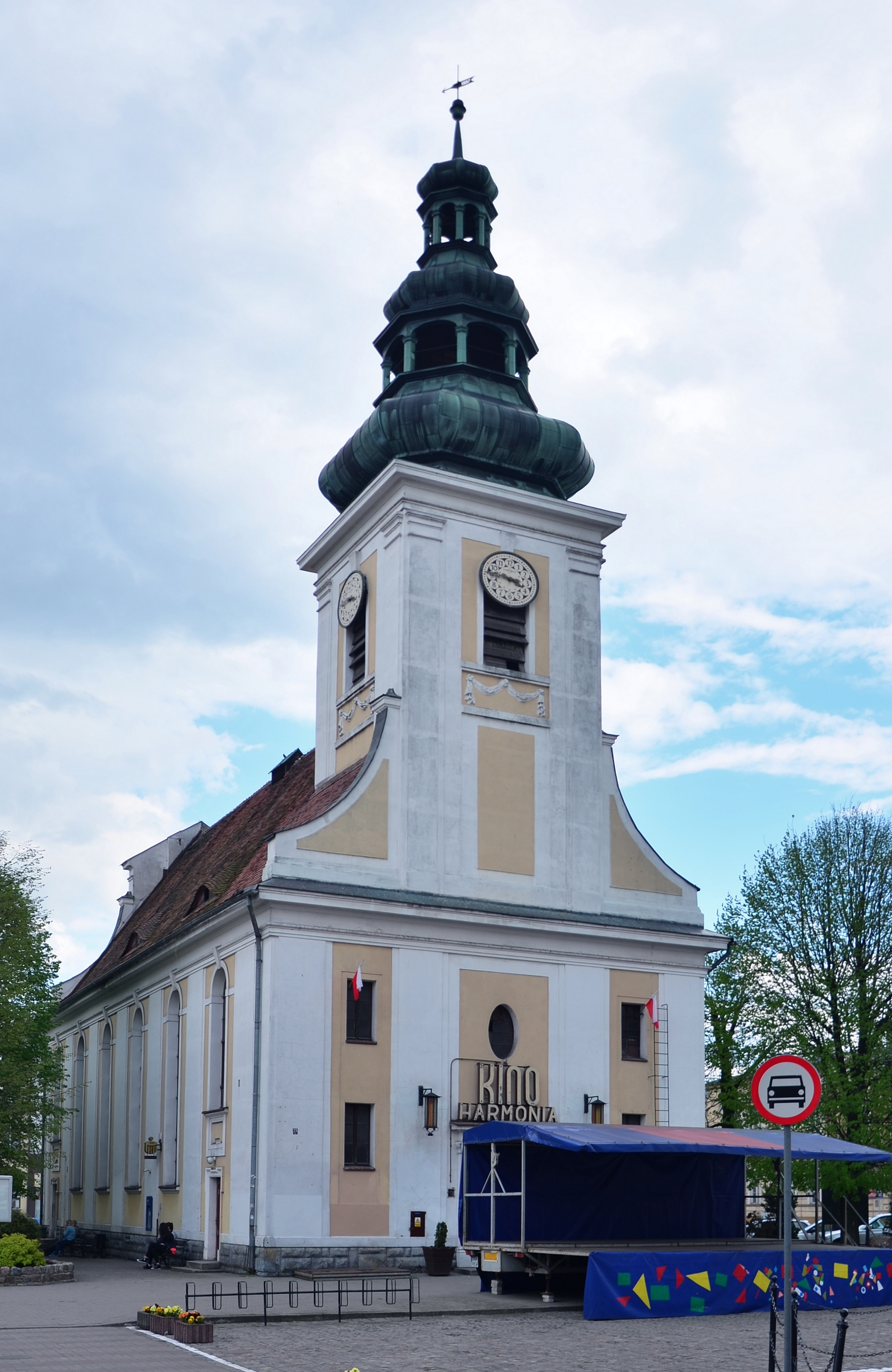
Лютеранская церковь
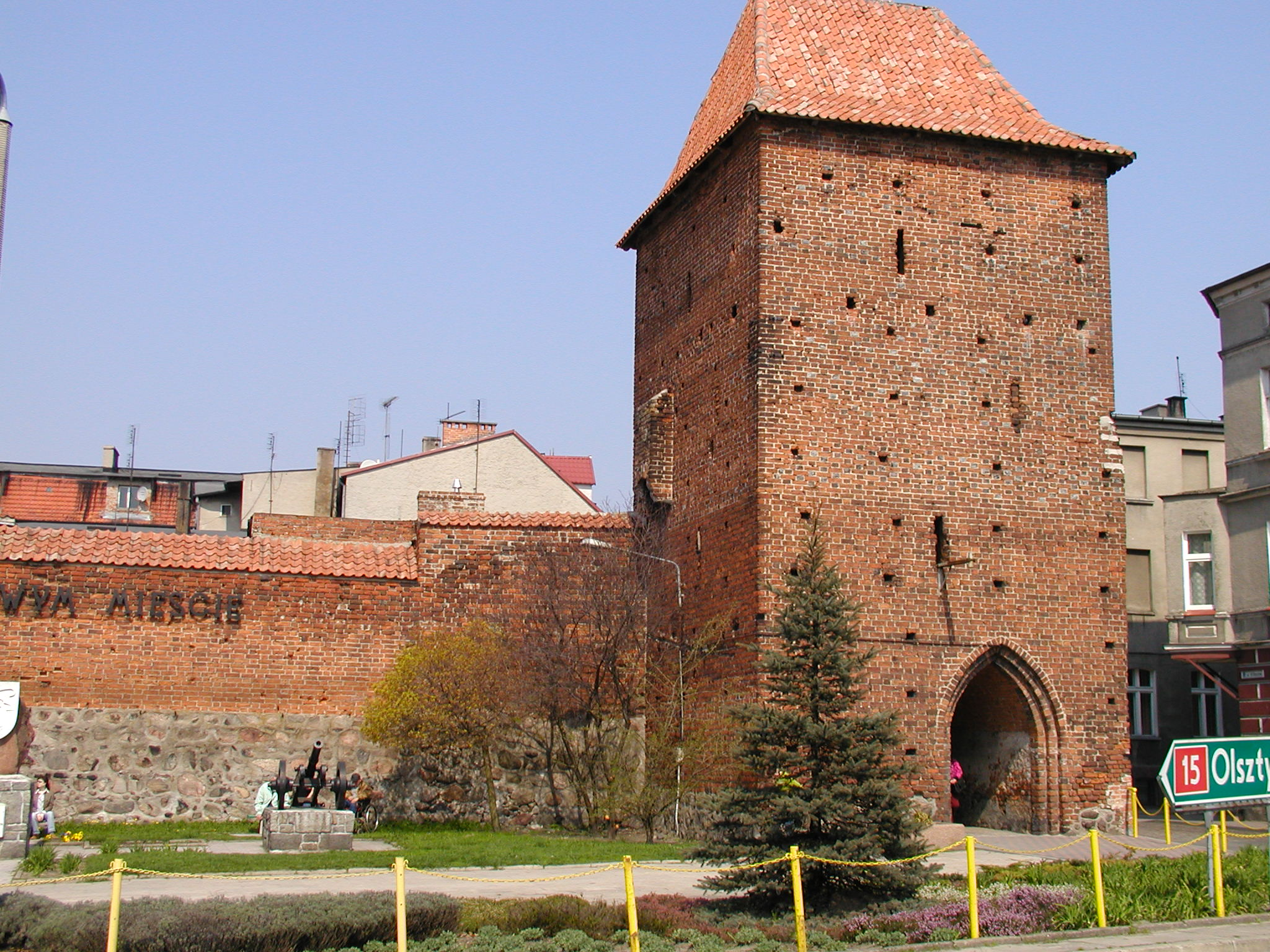
Бродницкие ворота